# Thorsten Klute
Thorsten Klute (* 31. Januar 1974 in Versmold) ist ein deutscher Politiker (SPD) und seit 2022 Abgeordneter im Landtag von Nordrhein-Westfalen. Zuvor war er von 2004 bis 2013 Bürgermeister der Stadt Versmold und in den Jahren 2013 bis 2017 Staatssekretär für Integration beim Minister für Arbeit, Integration und Soziales des Landes Nordrhein-Westfalen.

## Vita
Nach dem Abitur am CJD-Gymnasium in Versmold und dem Zivildienst in der mobilen Altenpflege der Diakonie studierte Klute an der Universität Bielefeld Rechtswissenschaft und lernte während dieser Zeit an einer Krakauer Privatschule Polnisch. Nach dem ersten juristischen  Staatsexamen absolvierte er zunächst ein juristisches Masterstudium zur Osterweiterung der Europäischen Union an der TU Dresden, machte dann das zweite Staatsexamen und arbeitete anschließend als Rechtsanwalt.
Thorsten Klute ist verheiratet und Vater zweier Töchter.

## Politik
Im Jahr 2004 wurde Klute zum Bürgermeister der ostwestfälischen Stadt Versmold gewählt. Damals gewann er die Direktwahl gegen den Amtsinhaber mit 57,7 Prozent der abgegebenen Stimmen. Bei seiner Wiederwahl im Jahr 2009 erhielt Klute 78,3 Prozent der Stimmen. Am 17. Dezember 2013 schied Thorsten Klute aus dem Bürgermeisteramt aus und wechselte in die nordrhein-westfälische Landesregierung.
In den Jahren 2010 bis 2016 gehörte Klute dem Landesvorstand der SPD Nordrhein-Westfalen an. Von 2012 bis 2014 war er stellvertretender Vorsitzender der NRWSPD. Im September 2014 kandidierte er für dieses Amt nicht mehr, war seitdem aber bis 2016 Mitglied des Präsidiums der NRWSPD. Zudem war er auch Mitgliederbeauftragter der SPD in Nordrhein-Westfalen.
Bei den Koalitionsverhandlungen zur Bildung der rot-grünen Landesregierungen von Ministerpräsidentin Hannelore Kraft in Nordrhein-Westfalen wirkte Klute im Jahr 2010 in der Arbeitsgruppe Kommunales und im Jahr 2012 in der Arbeitsgruppe Wirtschaft, Energie, Klima und Landesplanung mit.
Am 17. Dezember 2013 wurde er von Ministerpräsidentin Hannelore Kraft zum Staatssekretär für Integration im Ministerium für Arbeit, Integration und Soziales des Landes Nordrhein-Westfalen ernannt. Dieses Amt hatte er bis zum 30. Juni 2017 inne, als die Landesregierung von Hannelore Kraft durch das neu gebildete Kabinett von Armin Laschet abgelöst wurde.
Im Juli 2016 nahm er auf Einladung des US-Außenministeriums am International Visitor Leadership Program (IVLP) teil.
Am 15. Mai 2022 wurde Klute im Landtagswahlkreis Gütersloh I – Bielefeld III direkt in den Landtag von Nordrhein-Westfalen gewählt. Er ist der pflege- und gesundheitspolitischer Sprecher der SPD-Fraktion.

## Polen
Thorsten Klute spricht Polnisch und engagiert sich in den deutsch-polnischen Beziehungen. Gemeinsam mit der Marschallin der Region Lubes, Frau Elżbieta Polak, war er bis zum Jahr 2017 Vorsitzender des Ausschusses für interregionale Zusammenarbeit in der deutsch-polnischen Regierungskommission. Er ist Mitglied im Kuratorium der Deutsch-Polnischen Gesellschaft Bundesverband. Im Jahr 2009, als er noch Bürgermeister in Versmold war, zeichnete der Botschafter der Republik Polen in Deutschland die Stadt Versmold für ihre vorbildliche deutsch-polnische Städtepartnerschaft aus.
Im Mai 2014 erhielt Klute die Ehrenbürgerwürde der polnischen Stadt Dobczyce.
Im April 2016 wurde er mit dem Polonicus Preis 2016 für herausragendes Engagement im deutsch-polnischen Dialog ausgezeichnet.
Im Juni 2016 verlieh ihm der Marschall der Region Małopolska (Kleinpolen, Krakau) das Verdienstkreuz der Region.
In den Jahren 2014 bis 2017 sowie von 2018 bis 2023 war Klute ehrenamtlich als Beauftragter für die in Nordrhein-Westfalen lebenden polnischstämmigen Bürgerinnen und Bürger sowie Polinnen und Polen im Ministerium für Kinder, Familie, Flüchtlinge und Integration tätig.

## Weiteres Engagement
Seit dem Jahr 2016 ist Thorsten Klute Mitglied der Generalversammlung des Christlichen Jugenddorfwerk Deutschlands (CJD). Seit Juni 2024 ist er zudem auch Mitglied des CJD-Präsidiums.
Von Januar 2018 bis Mai 2022 war er hauptamtlicher Vorstand des Bezirksverbands Ostwestfalen-Lippe der Arbeiterwohlfahrt (AWO), davon in den Jahren 2020 und 2021 Vorsitzender des Vorstands.

## Reisebuchautor
Klute ist Autor zweier Reiseführer. Gemeinsam mit seiner Ehefrau Joanna Walas-Klute verfasste er den im Jahr 2015 mittlerweile in der 4. Auflage im Trescher Verlag erschienenen Reiseführer Krakau. Zudem erschien ebenfalls im Trescher Verlag im Jahr 2006 der von ihm verfasste Reiseführer Die polnischen Waldkarpaten.